# Appuntamento con la morte (film 1988)
Appuntamento con la morte (Appointment with Death) è un film del 1988 diretto da Michael Winner e tratto dal romanzo La domatrice di Agatha Christie e con protagonista l'investigatore Hercule Poirot.

## Trama
Alla morte del marito e poco prima della lettura del testamento, la sadica Emily Boynton incontra in privato l'avvocato di famiglia, Jefferson Cope; quando viene a sapere che il coniuge defunto aveva fatto in modo che tutto il suo patrimonio passasse ai figli (per lei figliastri, essendo frutto di un precedente matrimonio del marito), ricatta l'avvocato e lo obbliga a bruciare il testamento. In seguito, comunica alla famiglia di avere organizzato un viaggio in Terra Santa per sfuggire all'atmosfera di morte che tanto la stava opprimendo. Al suo seguito e con ben poco entusiasmo, partono così le giovani Ginevra e Carol Boynton, i fratelli Raymond e Lennox e la moglie di quest'ultimo, Nadine. Prima di morire, il signor Boynton aveva tuttavia parlato del secondo testamento ai figli, che dunque comprendono l'astuta mossa della matrigna.
Il dispotico comportamento da domatrice di Emily – che per quattordici anni era stata una guardia carceraria – ha messo in crisi l'intera famiglia: Ginevra, Carol e Raymond non possono infatti prendere alcuna decisione senza il consenso della madre; Lennox - non riuscendo a imporsi con la donna - ha portato il suo matrimonio con Nadine in uno stato di profonda crisi, tanto che quest'ultima aveva finito per intrecciare una relazione extra-coniugale con l'avvocato Cope. L'uomo, preso dai rimorsi per il suo comportamento, decide di partire a sua volta per la Terra Santa con lo scopo di rivelare la verità ai ragazzi; venuta a conoscenza di ciò, Emily tenta allora di ucciderlo offrendogli un bicchiere di champagne avvelenato, ma il fortuito intervento dell'infuriato Lennox – venuto a conoscenza della tresca con Nadine – evita il peggio.
Nel corso del viaggio verso Gerusalemme il gruppo incontra Hercule Poirot – che si stava godendo le proprie vacanze – e una sua conoscente, la giovane dottoressa Sarah King, oltre che l'altezzosa parlamentare Lady Westholme e la dolce ma ingenua archeologa Miss Quinton, che si trova completamente affascinata dai modi di Cope; allo stesso modo, anche Sarah tenta di conoscere meglio Raymond Boynton, ma Emily tenta in ogni modo di stroncare sul nascere tale relazione. Irritata dallo spregevole comportamento della donna, Sarah finisce perciò per affrontarla e rivelargli ciò che pensa di lei; la risposta della signora Boynton è tuttavia criptica, poiché afferma di non essersi mai dimenticata nulla, né scordata alcun nome o faccia.
Il giorno seguente, il gruppo si divide per esplorare i dintorni, mentre Emily preferisce rimanere nei pressi della sua tenda; al ritorno, la donna viene trovata morta. Tutti i membri della famiglia hanno appunto un movente, ma – essendo la donna da tempo malata di cuore – premono per fare passare il tutto come un caso di morte naturale; in realtà il decesso era stato causato dalla puntura di una siringa ipodermica, e Lady Westholme rivela a Poirot – nel frattempo incaricato in via ufficiosa dal suo amico, il colonnello Carbury, di occuparsi delle indagini – di avere notato da lontano avvicinarsi alla donna uno sceicco avvolto in un turbante, il quale aveva poi avuto con quest'ultima un aspro diverbio; un giovane operaio del luogo che aveva visto in faccia l'assassino viene successivamente ucciso da un colpo di pistola.
Poirot comprende rapidamente la verità: il colpevole altri non era che la stessa Lady Westholme, e le parole che Emily aveva in apparenza detto a Sarah erano rivolte a lei, che si trovava esattamente alle sue spalle. La Westholme era infatti stata una delle detenute del carcere in cui Emily lavorava, e solo l'incontro con un barone a cui aveva tenuto nascosto il proprio passato le aveva permesso di rifarsi una vita; Emily – totalmente infuriata per le parole appena rivoltele da Sarah – aveva dunque trovato una nuova vittima con cui "sfogarsi", e poi, una volta divertitasi a sufficienza, avrebbe rivelato la verità alla stampa, portandola alla rovina. Per il timore di perdere tutto ciò che era riuscita a ottenere, Lady Westholme si era dunque vestita da sceicco e aveva ucciso la donna, sfruttando poi l'ingenuità di Miss Quinton per crearsi un alibi che sembrava inattaccabile.
La sera stessa, la donna ha in disparte un confronto con Poirot e, dopo avere brevemente spiegato le motivazioni che l'avevano portata al duplice omicidio, si ritira nella propria camera per suicidarsi, sparandosi con la propria pistola; per evitare che la donna sia travolta dallo scandalo anche da morta, Poirot e Carbury fanno perciò passare l'accaduto come un tragico incidente. La mattina seguente il gruppo si separa: Lennox è riuscito a salvare il suo matrimonio con Nadine; Sarah e Raymond hanno intrapreso una relazione, e allo stesso tempo anche Cope e Miss Quinton si sono scoperti innamorati. Poirot, vedendoli partire, cita André Gide e afferma: «Liberare sé stessi è cosa facile. Il compito più arduo è sapere cosa fare della propria libertà», aggiungendo poco dopo che secondo lui avranno comunque modo di vivere una vita felice.

## Distribuzione

### Edizione italiana
L'edizione italiana dell'opera – utilizzata per la distribuzione in VHS e per i passaggi televisivi su Paramount Channel – è stata curata nel 1994 dalla CDC, su dialoghi di Lucia Chiara Amenta e direzione del doppiaggio di Vittoria Febbi; il 25 novembre 1996 la pellicola è stata trasmessa da Telemontecarlo, e per l'occasione è stato realizzato un nuovo doppiaggio.